# Vincent Chalvon-Demersay
Vincent Chalvon-Demersay, nascido em 23 de fevereiro de 1964, é um produtor francês, criador de Três Espiãs Demais e Martin Mystery.

## Biografia
Vincent Chalvon-Demersay se formou no Institut d'Etudes Politiques de Paris e tornou-se Mestre em Direito na Universidade de Paris X - Nanterre. Em 1989, após a formatura, ele foi contratado por Haim Saban para representar suas operações na França.

## Criações
- 2001 : Totally Spies!
- 2003 : Martin Mystery
- 2006 : Team Galaxy
- 2008 : Monster Buster Club
- 2009 : The Amazing Spiez!